# Hesat
Hesat je bila staroegipčanska boginja krava.  
Ljudi, zlasti faraona, in staroegipčanske bogove bike naj bi oskrbovala z mlekom, ki so ga imenovali Hesatino pivo. V piramidnih besedilih se omenja kot mati boga Anubisa in pokojnih faraonov. Še posebej je povezana z Mnevisom, živim bogom bikom, ki so ga častili v Heliopolisu, in materami bikov Mnevisov, pokopanih na pokopališču, posvečenem boginji Hesat. V ptolemajskem obdobju (304–30 pr. n. št.) je bila tesno povezana z boginjo Izido.

## Sklic
1. ↑   Wilkinson, Richard H. (2003): The Complete Gods and Goddesses of Ancient Egypt, Thames & Hudson, str. 173–174.